# Alemannia Aachen
Der Aachener Turn- und Sportverein Alemannia 1900 e. V., bekannt als Alemannia Aachen, ist mit 10.760 Mitgliedern (Stand: 6. März 2025) der größte Sportverein in der Stadt Aachen und einer der größeren Sportvereine in Deutschland. Die erste Fußballmannschaft stieg zur Saison 2024/25 in die 3. Liga auf. Von 1967 bis 1970 sowie in der Saison 2006/07 spielte sie in der Bundesliga. Neben der Fußballabteilung, die seit dem 1. Januar 2006 in eine hundertprozentige Tochter-GmbH ausgegliedert ist, betreibt der Verein die Abteilungen Leichtathletik, Tischtennis, Handball und Futsal sowie E-Sport.

## Geschichte
Ansässige englische Kaufleute und Industrielle brachten in der zweiten Hälfte des 19. Jahrhunderts neben dem traditionellen Reitsport den Fußballsport in das westliche Rheinland. Der Verein wurde am 16. Dezember 1900 unter dem Namen Fußballklub Aachen von 18 Schülern des Kaiser-Wilhelm-Gymnasiums, der Oberrealschule und des Realgymnasiums, die auf dem Marienthaler Kasernenhof zusammen trainierten, gegründet. Da der Name 1. FC Aachen gerade durch einen kurz zuvor gegründeten und bald wieder aufgelösten Verein belegt worden war, nannte man sich Alemannia Aachen. Der Name „Alemannia“ (von Alemannen) sollte das Deutschtum im äußersten Westen betonen. Nach der Fusion mit dem Aachener TV 1847 am 17. September 1919 hieß der Verein Aachener TSV Alemannia 1847. Am 26. Januar 1924 trennten sich beide Klubs wieder, und der Verein erhielt seinen heutigen Namen Aachener Turn- und Sportverein Alemannia 1900 e. V.
Der ATSV Alemannia hatte in seiner Geschichte weitere Abteilungen, die heute nicht mehr existieren, nämlich Turnen, Faustball, Wandern, Schwimmen (1920–1939), Hockey (1920–1939), Basketball (1952–1965), Badminton (1956–2009) und Volleyball bis 2013. Die zuletzt aufgelöste Badmintonabteilung wurde zum 1. Juli 2009 in den eigenständigen „Badminton Verein Aachen 2009“ überführt. Die nach Titeln erfolgreichste Abteilung der Alemannia waren die Basketballer, die sich 1963 und 1964 die deutsche Meisterschaft sichern konnten und damit bis heute zu den zehn erfolgreichsten Basketball-Mannschaften zählen. Die Volleyball-Frauen spielten von 2008 bis 2013 in der Bundesliga. Anschließend wechselten alle Volleyball-Mannschaften von der Alemannia zum PTSV Aachen.
Der Verein hatte im März 2012 rund 8.700 Mitglieder. Am 14. August 2006 beschloss die Mitgliederversammlung rückwirkend zum 1. Januar die Ausgliederung aller Mannschaften von der U13 aufwärts bis zur Lizenzspielerabteilung in die neu gegründete Alemannia Aachen GmbH. Im Juni 2010 verkündete Sportdirektor Erik Meijer auf der Mitgliederversammlung die Änderung des Vereinslogos; das traditionelle Wappen – erstmals 1925 verwendet – kehrte zur Saison 2010/11 auf die Trikots zurück. Im November 2012 kündigte die GmbH die Beantragung eines Insolvenzplanverfahrens wegen Zahlungsunfähigkeit an, das am 1. Juni 2013 eröffnet und am 21. Januar 2014 beendet wurde. Kurz darauf wurde mit Alexander Mronz ein neuer Geschäftsführer eingestellt.
Sowohl auf Vereins- als auch auf Fanebene sowie aus geographischen Gründen bestehen intensive und freundschaftliche Kontakte zum niederländischen Profiklub Roda JC Kerkrade. Beide Vereine haben die gleichen Vereinsfarben.
Nachdem es bereits 2013 zu gewaltsamen Ausschreitungen im Stadion gekommen war, wiesen mit dem Aufstieg Alemannia Aachens 2024 Stadtgesellschaft und Fans auf ein Wiedererstarken rechtsradikaler und gewaltbereiter Netzwerke und deren enge persönliche Beziehungen zu Präsidium und Aufsichtsrat des Vereins hin. Laut Sportschau-Recherchen seien daran neben der örtlichen Hooligangruppierung Boxstaffel 520 auch neonazistische Funktionäre wie Sascha Wagner und Personen aus dem Umfeld von Blood & Honour beteiligt. Diesbezügliche Aktivitäten erstreckten sich von einer Vereinskooperation zur Armenspeisung, die als Teil einer Verharmlosungsstrategie der Rechtsradikalen eingeschätzt wird, bis zur wiederholten Präsenz von Schlüsselfiguren im Trainings- und Vereinskontext.

## Sportliches

### Vorkriegszeit

Vereinswappen von 1919–1924

In der Vorkriegszeit pendelten die Aachener stets zwischen der zweitklassigen Bezirksklasse und der erstklassigen Gauliga. 1930 wurde Reinhold Münzenberg der erste Alemanne, der das Trikot der deutschen Fußballnationalmannschaft trug. Den ersten Erfolg feierte die Alemannia 1938, als der Verein als Aufsteiger die Meisterschaft der Gauliga Mittelrhein gewinnen konnte und so das einzige Mal an der Endrunde um die deutsche Meisterschaft teilnahm. Dort wurden die Aachener in einer Gruppe mit Hannover 96, dem 1. FC Nürnberg und dem FC Hanau 93 Tabellendritter und schieden aus. Einen Teil dieser Spiele bestritt der Fußballverein im Aachener Waldstadion, da dieser Platz mit zu jener Zeit fast 15.000 Stehplätzen mehr Zuschauer fassen konnte als der damalige alte Tivoli. Nach diversen Protesten des SV Beuel 06 wurde schließlich den Aachenern die Gaumeisterschaft nachträglich aberkannt und der SV Beuel zum Meister erklärt.
2017/2018 wurde im Internationalen Zeitungsmuseum in Aachen die Ausstellung Alemannia 1933 bis 1945 – Fußball zwischen Sport und Politik gezeigt.

Mannschaftsfoto von Alemannia Aachen 1910

### Nachkriegszeit
Nach dem Krieg gelang Alemannia Aachen 1947 die Qualifikation für die neu gegründete Oberliga West. Die Aachener gehörten der Oberliga bis 1963 an und zählen damit zusammen mit Borussia Dortmund und dem FC Schalke 04 zu den drei durchgängig in der Oberliga West spielenden Vereinen. Allerdings gelang Aachen in dieser Zeit nie die Qualifikation für die Endrunde der deutschen Meisterschaft. Jedoch erreichte die Alemannia 1953 zum ersten Mal das DFB-Pokalfinale, in dem sie am 1. Mai 1953 im Düsseldorfer Rheinstadion Rot-Weiss Essen mit 1:2 (0:2) unterlagen.
Bei der Gründung der Bundesliga im Jahr 1963 wurde der Alemannia die Aufnahme verwehrt, obwohl der amtierende Präsident Gerd Heusch einen 12-Punkte-Katalog zur Aufnahme Alemannias in die neue Liga vorlegte, in dem er unter anderem auf die geordneten wirtschaftlichen Verhältnisse, den geplanten Stadionausbau für 42.000 Zuschauer, die ununterbrochene Zugehörigkeit zur Oberliga West und die Tatsache, der größte Rasensportverein Nordrhein-Westfalens zu sein, hinwies. Der Aufnahmeantrag für Alemannia wurde dennoch nicht genehmigt, wogegen der Verein beim DFB protestierte und sogar ein ordentliches Gericht anrief, da wichtige Funktionäre zugesagt hatten, eine Aufstockung auf 18 Vereine zu beantragen und der Alemannia so noch die Teilnahme zu ermöglichen; in der entscheidenden Sitzung stimmten diese jedoch gegen die Aufstockung. Alle Proteste blieben jedoch ohne Erfolg und so spielte die Alemannia fortan in der zweitklassigen Regionalliga West. 1964 wurden die Aachener Meister der Regionalliga und im Jahr darauf hinter Borussia Mönchengladbach immerhin Vizemeister; sie nahmen jeweils an der Aufstiegsrunde zur Bundesliga teil, konnten sich jedoch beide Male nicht durchsetzen. 1964 mussten sie Hannover 96 den Vortritt lassen, 1965 gewann der FC Bayern München die Aufstiegsgruppe, sodass die Alemannia weiterhin zweitklassig blieb. Dafür gelang Aachen 1965 zum zweiten Mal der Einzug ins Finale des DFB-Pokals. Nach einem 4:3 nach Verlängerung im Halbfinale gegen den FC Schalke 04 stand die Alemannia im Endspiel gegen Borussia Dortmund. In Hannover unterlag sie den Westfalen mit 0:2.

### Aufstieg in die Bundesliga und Vizemeister
1967 wurden die Aachener erneut Tabellenerster der Regionalliga. Im dritten Anlauf gelang dem Verein endlich der ersehnte Aufstieg in die Bundesliga. In einer Gruppe mit Kickers Offenbach, dem 1. FC Saarbrücken, Göttingen 05 und Tennis Borussia Berlin gewannen die Aachener sechs ihrer acht Spiele und schafften so den Einzug ins Oberhaus. Maßgeblich am Aufstieg beteiligt war Hans-Jürgen Ferdinand, der in der Aufstiegsrunde acht Treffer erzielte. In der ersten Bundesligasaison 1967/68 erreichten die Aachener einen achtbaren elften Tabellenplatz. In der folgenden Saison spielten sie fulminant auf und wurden am Ende Vizemeister, acht Punkte hinter dem FC Bayern München. Die Ernüchterung folgte jedoch bereits in der folgenden Saison; mit 83 Gegentoren und nur einem einzigen Auswärtspunkt stieg die Alemannia als Tabellenletzter ab.
Im Jahr danach wurde der angestrebte Wiederaufstieg klar verfehlt, die Mannschaft erreichte aber in der Sommerpause 1970 das Halbfinale des DFB-Pokals. Im Regionalligajahr 1971/72 verbesserte man sich zwar auf Rang vier, doch weit abgeschlagen hinter den Aufstiegsrundenplätzen, sodass Trainer Gunther Baumann bereits im März entlassen wurde. Zur folgenden Saison wurden neben Trainer Barthel Thomas zehn neue Spieler geholt, darunter auch Joaquín Montañés, der mit 542 Ligaeinsätzen Aachens Rekordspieler werden sollte. Aber auch mit dieser runderneuerten Mannschaft kam die Alemannia in den beiden folgenden letzten Regionalligaspielzeiten nicht über Plätze im oberen Mittelfeld hinaus.

### 2. Bundesliga
Die Alemannia schaffte 1973/74 die Qualifikation zur neu gegründeten 2. Bundesliga, doch die finanziellen Probleme des Klubs nahmen zu, auch die Vereinsführung wurde immer wieder umbesetzt. Reinhold Münzenberg wurde zum Präsidenten gewählt, mehrere Bundesliga-Klubs wie der FC Schalke 04 gastierten im Tivoli-Stadion, um der Alemannia Einnahmen zu bescheren. In den nächsten Jahren spielte der Verein in der 2. Bundesliga, die oft angepeilte Rückkehr in die Bundesliga gelang Aachen jedoch nicht. 1977/78 konnte sich der Klub sogar erst im letzten Spiel der Saison den Klassenerhalt sichern.
In der Spielzeit 1980/81 qualifizierte sich die Alemannia für die eingleisige 2. Bundesliga, die ein Jahr später ihren Spielbetrieb aufnahm. Ab 1981 arbeiteten in drei Jahren sieben Trainer bei Alemannia Aachen, doch keiner konnte das Team in die Bundesliga führen. 1984 trat Präsident Egon Münzenberg, Neffe von Reinhold Münzenberg, zurück und der neue Vereinsvorstand um Bubi Hirtz konnte mit Mühe eine Insolvenz des Klubs vermeiden. 1985/86 und in der darauffolgenden Spielzeit verpasste man den Aufstieg in die Bundesliga nur knapp. In der Saison 1988/89 traten allerdings erneut schwerwiegende finanzielle Probleme auf, sodass mehrere Leistungsträger verkauft werden mussten. Bei der Jahreshauptversammlung 1989 verstarb zudem Geschäftsführer Bert Schütt nach einem Herzanfall; er war heftig kritisiert worden. Die Versammlung musste abgebrochen werden, der Aufstieg wurde auch in dieser Saison nicht erreicht.

### Abstieg und Wiederaufstieg

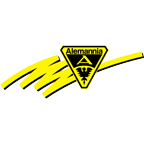
Vereinswappen von 1997–2003

1990 stieg der mittlerweile hoch verschuldete Verein in die Oberliga Nordrhein ab und spielte somit erstmals in seiner Vereinsgeschichte drittklassig. Mit großem Engagement führte Heinz-Gregor Johnen von 1992 bis 1996 die Alemannia, haftete als Präsident in beachtlichem Umfang für den Verein und rettete diesen so durch schwierige Zeiten. Den Wiederaufstieg verpassten die Aachener mehrmals nur knapp und so spielten sie ab 1994 in der wiedergegründeten Regionalliga. Dort kam Aachen zunächst nicht über Mittelfeldränge hinaus, bis 1999 endlich die lang ersehnte Rückkehr in die 2. Bundesliga gelang. Dieser Wiederaufstieg war jedoch auch eng mit einem tragischen Schicksalsschlag verbunden. Wenige Tage vor dem entscheidenden Aufstiegsspiel gegen die SpVgg Erkenschwick brach Erfolgstrainer Werner Fuchs während eines Waldlaufs mit seiner Mannschaft zusammen und verstarb im Alter von nur 50 Jahren an einem Herzinfarkt.

### Rückkehr in die Bundesliga, DFB-Pokal und UEFA-Pokal
Von 1999 bis 2006 spielte die Alemannia in der 2. Bundesliga. Zwischen 2003 und 2005 belegte sie dreimal in Folge den 6. Tabellenplatz und war 2004 der Rückkehr in die Bundesliga so nahe wie seit dem ersten Bundesligaaufstieg 1967 nicht mehr. Erstmals stand die Alemannia vor dem letzten Spieltag auf einem Aufstiegsplatz, sie verlor jedoch beim Karlsruher SC. Einen großen Erfolg feierten die Alemannen dennoch in der Saison 2003/04, als sie zum dritten Mal in der Vereinsgeschichte das Finale des DFB-Pokals erreichten. Unvergessen ist das Spiel vom 4. Februar 2004 auf dem Tivoli, als die Alemannia den FC Bayern München in einem packenden Spiel mit 2:1 besiegte. Nachdem die Aachener unter anderem die Erstligisten 1860 München, Bayern München und Borussia Mönchengladbach hatten ausschalten können, unterlagen sie im Endspiel Werder Bremen mit 2:3. Da die Bremer als Deutscher Meister für die Champions League qualifiziert waren, war Alemannia Aachen erstmals für den UEFA-Pokal qualifiziert.

Vereinswappen von 2003–2010

Den Aachenern, die in der ersten Runde den isländischen Vertreter FH Hafnarfjörður ausgeschaltet hatten, gelang durch Siege unter anderem gegen OSC Lille und AEK Athen in der neu geschaffenen Gruppenphase sogar die Qualifikation für die Runde der letzten 32. Nach einem 0:0 im Hinspiel gegen den niederländischen Vertreter AZ Alkmaar verlor Aachen das Rückspiel nach der Führung noch mit 1:2 und schied aus.
Durch den Finaleinzug im DFB-Pokal und die Einnahmen aus dem Europacup konnten sich die Aachener jedoch wirtschaftlich sanieren. In der Saison 2005/06 gelang nach 36 Jahren schließlich der Wiederaufstieg in die Bundesliga.

### Von der Bundes- in die Regionalliga (2007–2013)
Alemannia beendete die Saison 2006/07 mit 34 Punkten auf dem 17. Tabellenplatz und stieg wieder in die 2. Bundesliga ab. Ab 2007 hielt sie sich zunächst zwei Jahre in der oberen Tabellenhälfte, wurde Siebter und Vierter. Doch 2009/10 erreichte sie nur Platz 13. Grund dafür waren unter anderem erneut finanzielle Schwierigkeiten; die Stadt Aachen rettete den Verein mit einer Bürgschaft vor dem drohenden Lizenzentzug. Die finanziellen Probleme waren vor allem durch nicht kalkulierte Kosten beim Bau des Neuen Tivoli entstanden, der am 12. August 2009 eröffnet wurde. Trotz der Bürgschaft der Stadt mussten einige Leistungsträger des Teams verkauft werden.

Vereinswappen seit 2010

Nach einem 10. Platz in der Saison 2010/11 fand sich die Alemannia 2011/12 im Abstiegskampf wieder und in der Vereinsführung gab es einige personelle Veränderungen. Im März 2012 wurde Meino Heyen zum Präsidenten des TSV gewählt. Er folgte damit Alfred Nachtsheim. Am 25. April 2012 gab der Aufsichtsratsvorsitzende Meino Heyen aufgrund der sportlich negativen Situation die Auflösung des Vertrags mit dem seit 1. Januar 2010 bei der Alemannia tätigen Manager Erik Meijer bekannt. Am Saisonende belegte die Alemannia – auch zwei Trainerwechsel hatten keine sportliche Wende bewirkt – den vorletzten Platz und stieg in die 3. Liga ab. In dieser wurde man Letzter und stieg noch einmal ab in die Regionalliga West.

### Regionalliga (2013–2024)
Ein weiterer Abstieg wurde mit Platz 13 in der Saison 2013/14 verhindert. Für die Saison 2014/15 setzte sich der neu organisierte Verein eine Platzierung unter den ersten Zehn als Ziel. Diese Erwartung wurde schon zur Winterpause übertroffen, denn die Mannschaft spielte um die Herbstmeisterschaft und verpasste diese nur knapp. Nach der Winterpause fand sich Alemannia Aachen an der Tabellenspitze wieder. Ein Dopingfall bei Rot-Weiss Essen sorgte für einen Punktabzug. Mit einem 1:0-Sieg auf dem ausverkauften Tivoli am 7. Februar 2015 gegen Rot-Weiss Essen festigte die Alemannia Platz 1. Das Spiel wurde außerdem im WDR Fernsehen live übertragen. Mit 30.313 Zuschauern wurde dabei der Zuschauerrekord für alle Regionalligen gebrochen. Dieser hatte zuvor bei 30.104 Zuschauern gelegen, aufgestellt am 29. Mai 2013 bei der Partie RB Leipzig gegen Sportfreunde Lotte. Am Saisonende belegte die Alemannia jedoch nur den zweiten Platz und blieb damit in der Regionalliga.
Zum 20. Juni 2015 wurde Christian Benbennek neuer Trainer am Tivoli. Die Spielzeit 2015/16 begann mit 16 Punkten aus den ersten sechs Spielen, dem besten Saisonstart seit 58 Jahren. Bis zum Ende der Hinrunde wurden jedoch nur elf weitere Zähler geholt. Im Oktober schied man mit 0:2 in der ersten Runde des FVM-Pokals gegen den Drittligisten SC Fortuna Köln aus. Am 28. November 2015 verlor das Team auswärts gegen Viktoria Köln mit 0:6. Dies war die höchste Pflichtspielniederlage seit über zehn Jahren. Die Mannschaft schrieb einen Brief an den Vorstand und forderte personelle Konsequenzen rund um das Trainerteam. Daraufhin musste am 5. Dezember 2015 Christian Benbennek gehen, Torwarttrainer Markus Pröll quittierte ebenfalls seinen Dienst. Bis Ende Dezember übernahmen Aïmen Demai und Sven Schaffrath den vakanten Trainerposten, ehe Fuat Kılıç als neuer Trainer übernahm. Dieser Brief blieb nicht ohne Konsequenzen für die Mannschaft. Am 15. Dezember wurden Frederic Löhe, Peter Hackenberg und Bastian Müller freigestellt. Sie spielten ab diesem Zeitpunkt keine Rolle mehr im Kader. Im April 2016 trennte sich die Alemannia auch von Sportdirektor Alexander Klitzpera. Dieser hatte den Posten seit Februar 2015 inne. Sportlich beendete die Alemannia die Spielzeit 2015/16 auf dem siebten Platz der Regionalliga.
Die Saison 2016/17 beendete die Alemannia wie in der Vorsaison auf dem siebten Platz. In der Saison 2017/18 sowie in der Saison 2018/19 belegte die Alemannia zu Saisonende jeweils den sechsten Tabellenplatz. Mit dem Gewinn des Mittelrheinpokal 2018/19, nahm die Alemannia in der Spielzeit 2019/20 erstmals seit der Spielzeit 2012/2013 wieder am DFB-Pokal teil. Hier traf man in der 1. Hauptrunde am 10. August 2019 auf den Bundesligisten Bayer 04 Leverkusen, die Partie ging 1:4 verloren. In der Liga erreichte man am Ende der Spielzeit 2019/2020 zum dritten Mal in Folge den 6. Platz, zudem wurde wieder das Finale im Mittelrheinpokal erreicht, jedoch ging dies gegen den 1. FC Düren verloren.

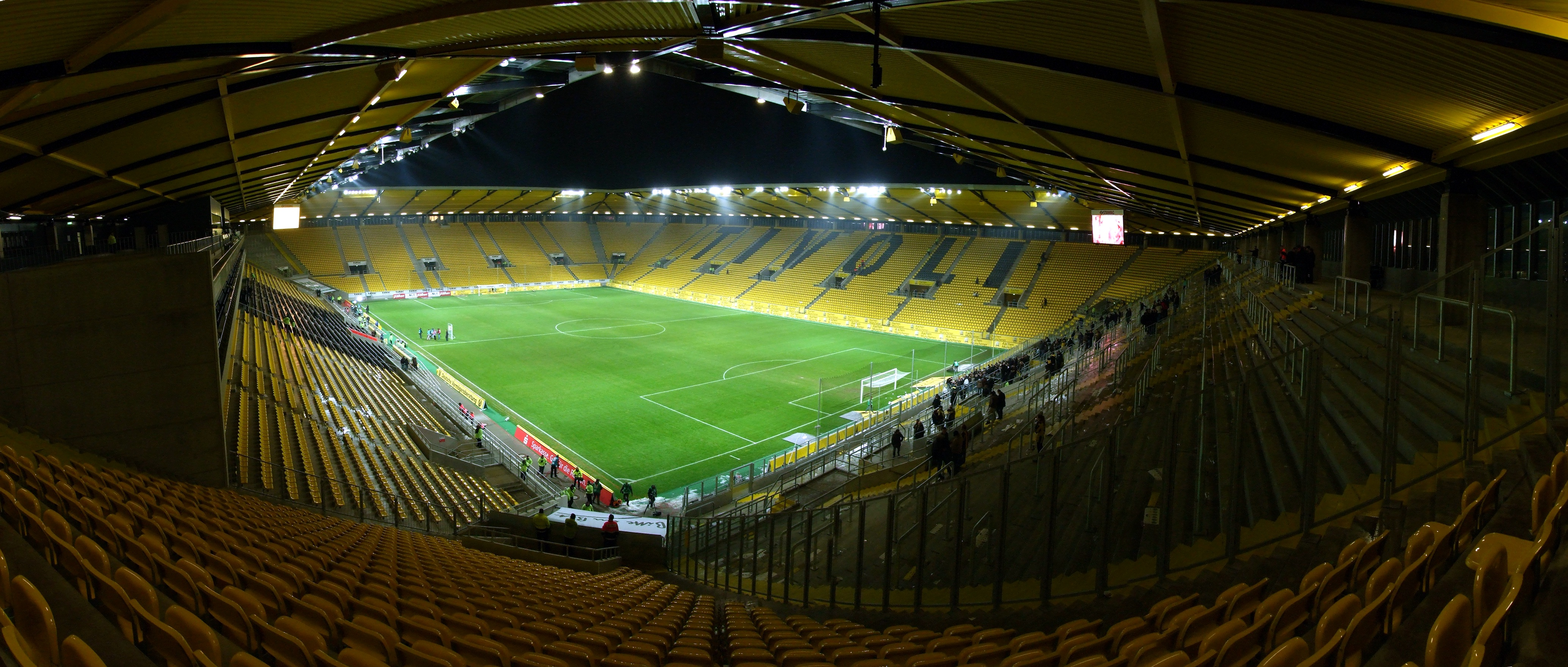
Der neu errichtete Tivoli. Seit 2010 Heimspielstätte von Alemannia Aachen

Zur Saison 2020/2021 übernahm Stefan Vollmershausen das Amt des Trainers, nachdem Fuat Kılıç nach Vertragsablauf im Sommer 2020 grundsätzlich nicht mehr als Trainer in der Regionalliga arbeiten mochte. Damit endete die bisher längste Amtszeit eines Trainers bei der Alemannia (Dez. 2015 – Jun. 2020). Nachdem die Ergebnisse ausgeblieben waren, trennte sich der Verein von Vollmershausen im Februar 2021, zudem verließ auch Sportdirektor Thomas Hengen den Verein, es übernahm der bisherige Co-Trainer Kristoffer Andersen. Am Ende Spielzeit belegte der Verein Rang 14 in der Regionalliga West. Man erreichte aber erneut das Finale im Mittelrheinpokal, der jedoch durch die COVID-19-Pandemielage in einem verkürzten Modus ausgespielt wurde. Im Finale unterlag man schließlich dem Drittligisten Viktoria Köln mit 0:2.
Im Februar 2021 wurde Martin Bader Geschäftsführer bei Alemannia Aachen. Daraufhin gab der Verein bekannt, dass der ehemalige Bundesliga-Profi und Nationalspieler Patrick Helmes zur Saison 2021/22 das Traineramt übernehmen wird. Helmes wurde im Oktober 2021 nach nicht einmal vier Monaten als Trainer wegen ausbleibender Ergebnisse entlassen. Unter Helmes konnte Alemannia Aachen nur zwei der ersten 13 Ligaspiele gewinnen und war auf dem 15. Tabellenplatz. Es übernahm erneut Fuat Kılıç das Amt des Alemannia-Trainers. Im Dezember 2021 wurde auch Geschäftsführer Martin Bader entlassen. Alemannia Aachen verbrachte die Winterpause in der Regionalliga mit nur 14 Punkten aus 20 Spielen auf dem 18. Tabellenplatz, konnte die Saison jedoch als Zwölfter abschließen. Seit 6. September 2023 ist Heiner Backhaus Trainer der Alemannia.

### Aufstieg in die 3. Liga
Am Ende der Regionalligasaison 2023/24 gelang Alemannia Aachen als Meister der Staffel West der Aufstieg in die 3. Liga. Ab der Saison 2024/25 (5. Spieltag) ist „Universal Polythex Kunststoffe GmbH“ aus Übach-Palenberg der neue Haupt- und Trikotsponsor der Alemannia.

## Insolvenzverfahren

### Erstes Insolvenzverfahren
Auch infolge der beiden Abstiege und der damit verbundenen geringeren Einnahmen verschlechterte sich die Finanzlage der Alemannia Aachen GmbH dramatisch. Da die Alemannia die Schulden vom Tivoli-Neubau nicht mehr ausreichend tilgen konnte, geriet auch die Stadt Aachen als einer der Hauptgläubiger weiter unter Druck, da deren eigene finanzielle Lage bereits ein Haushaltssicherungskonzept erforderte. Am 31. Oktober 2012 wurde Geschäftsführer Frithjof Kraemer mit sofortiger Wirkung abberufen und es konnte mit einem neuen Sanierungskonzept die – nach dem Frühjahr 2012 – erneut drohende Insolvenz der Gesellschaft vorerst abgewendet werden. Am 16. November 2012 beantragte die Alemannia Aachen GmbH ein Insolvenzplanverfahren. Sie sollte die Saison in der Dritten Liga zu Ende spielen und in der folgenden Saison neu in der Regionalliga West antreten, sollte die Eröffnung des Insolvenzverfahrens nicht vor dem 30. Juni 2013 eintreten oder bis dahin doch noch endgültig abgewendet werden. Noch im November erstattete die Stadt Aachen Strafanzeige gegen den ehemaligen Geschäftsführer Frithjof Kraemer und die Staatsanwaltschaft nahm Ermittlungen auf. Am 31. Januar 2013 wurden dem Verein vom DFB wegen bestehender Liquiditätslücken weitere Spielerzugänge verboten. Am Ende der Saison 2012/13 stieg die Alemannia als Tabellenletzter in die Regionalliga West ab.
Am 21. Januar 2014 wurde das Insolvenzverfahren beendet. Von insgesamt 10.500 Gläubigern hatten 1.800 tatsächlich Forderungen in Höhe von 69 Millionen Euro angemeldet. Je nach Gruppe bekamen sie zwischen einem und 25 Prozent ihrer Forderung ausbezahlt.

### Zweite Insolvenz
Am 21. März 2017 wurde ein erneuter Insolvenzantrag beim Amtsgericht Aachen gestellt. Der Aufsichtsrat der Alemannia Aachen GmbH trat mit der Bekanntgabe der Insolvenz zurück. Als vorläufiger Insolvenzverwalter wurde Christoph Niering berufen. Das Präsidium der Alemannia um Martin Fröhlich überführte den Spielbetrieb in die neu gegründete TSV Alemannia Aachen GmbH.

## Erfolge seit 1947

### Meisterschaft
- Vizemeister der Bundesliga: 1969
- Aufstieg in die Bundesliga: 1967 als Meister der Regionalliga West und Erster der Aufstiegsrunde, 2006 als Vizemeister der 2. Bundesliga
- Meister der Regionalliga West: 2023/24
- 1947 Gründungsmitglied der Oberliga West und ununterbrochene Ligazugehörigkeit
- von Dezember 2009 bis September 2017 Tabellenführer der Ewigen Tabelle der 2. Bundesliga nach Punkten
- Mannschaft mit den viertmeisten Zweitligaspielen (1020)

### Pokal
DFB-Pokal
- Vize-Pokalsieger:
  - 1953, 1:2 gegen Rot-Weiss Essen am 1. Mai in Düsseldorf
  - 1965, 0:2 gegen Borussia Dortmund am 22. Mai in Hannover
  - 2004, 2:3 gegen Werder Bremen am 29. Mai in Berlin
- Halbfinalist:
  - 1967, 1:3 gegen den Hamburger SV
  - 1970, 0:4 gegen den 1. FC Köln

Mittelrheinpokal
- Pokalsieger (8): 1993, 1994, 1997, 1999, 2002 II, 2006 II, 2019, 2024
  - Vize-Pokalsieger: 2013, 2018, 2020, 2021, 2025

### Europapokal
- UEFA-Cup: Sechzehntelfinale 2005
  - 3 Siege (bei FH Hafnarfjörður , gegen OSC Lille  und bei AEK Athen  )
  - 3 Unentschieden (Hafnarfjörður, Zenit Sankt Petersburg  und AZ Alkmaar  )
  - 2 Niederlagen (beim FC Sevilla  und bei Alkmaar)

### Platzierungen in der Bundesliga seit 1963
| Saison  | Platz | Tore  | Punkte | Zuschauerschnitt | bester Torschütze               |
| ------- | ----- | ----- | ------ | ---------------- | ------------------------------- |
| 1967/68 | 11.   | 52:66 | 34:34  | 21.800           | Hans-Jürgen Ferdinand, 14 Tore  |
| 1968/69 | 02.   | 57:51 | 38:30  | 18.200           | Heinz-Gerd Klostermann, 12 Tore |
| 1969/70 | 18.   | 31:83 | 17:51  | 12.600           | Jupp Kapellmann, 6 Tore         |
| 2006/07 | 17.   | 46:70 | :0034  | 20.310           | Jan Schlaudraff, 8 Tore         |

## Personen

### Ehemaliger Spieler
| - Benjamin Auer - Sami Allagui A - Vladimir Beara A - Kevin Behrens D - Willi Bergstein - Jörg Beyel - Stefan Blank U - Andreas Brandts - Christian Breuer - Dennis Brinkmann - Florian Bruns U - Leo Bunk - Norbert Buschlinger - Dirk Caspers - Roger Claessen A - Hubert Clute-Simon - Karl Del’Haye D (Europameister 1980) - Günter Delzepich - Jupp Derwall D (DFB-Trainer 1978-1984) - Wolfgang Dramsch - Sascha Dum - Marius Ebbers - Antoine Fagot - Hans-Jürgen Ferdinand - Cristian Fiél - Torsten Frings D - Alfred Glenski - Theo Gries - Ivica Grlić A - Herbert Gronen - Rolf Grünther - Kai Havertz D - Erwin Hermandung - Quido Lanzaat | - Peter Hermann - Valentin Herr - Marco Höger - Lewis Holtby 3 D - Vedad Ibišević A - Ion Ionescu 5 - Fred Jansen - Manuel Junglas - Hans-Josef Kapellmann 4 D (Weltmeister 1974) - Hannes Kau - Heinz-Josef Kehr - Alexander Klitzpera U - Heinz-Gerd Klostermann - Heinz-Josef Koitka - Kevin Kratz - Herbert Krisp - Thomas Krisp - Emmanuel Krontiris - Karl-Heinz Krott - Rolf Kucharski - Pekka Lagerblom A - Stephan Lämmermann - Willi Landgraf - Matthias Lehmann U - Jeffrey Leiwakabessy - David Marso - Josef Martinelli - Erik Meijer A - Joaquín Montañés - Reinhold Münzenberg 1 - Szilárd Németh - Kristian Nicht - Werner Nievelstein - Hans-Jürgen „Yogi“ Ferdinand | - Emil Noll - David Odonkor D - Gerhard Prokop - Michael Pfeiffer 1 - Karlheinz Pflipsen - Sérgio Pinto - Jérôme Polenz - Bernd Rauw - Laurențiu Reghecampf A - Gerhard Richter - Simon Rolfes 2 D - Sascha Rösler U - Bachirou Salou A - Max Salomon - Frank Schmidt - Klaus-Dieter Sieloff D - Jan Schlaudraff 1 - Moses Sichone 6 - Thomas Stehle - Zoltán Stieber A - Winfried Stradt - Stephan Straub - Albert Streit - Thorsten Stuckmann - Łukasz Szukała A - Werner Tenbruck - Dean Thomas - Wayne Thomas - Horacio Troche A - Eric van der Luer A - Erwin Vanderbroeck A - Branko Zebec - George Mbwando - Boy Waterman |

### Trainer
Alle Trainer der ersten Mannschaft seit 1945:
| - Karl Flink – 1946 bis Juni 1947 - Viktor Havlicek – Juli 1947 bis Juni 1948 - Josef Kratz – September 1948 bis Februar 1949 - Fritz Pölsterl – Mai 1949 bis Januar 1950 - Emil Melcher – Juli 1950 bis Juni 1951 - Hermann Lindemann – Juli 1951 bis Juni 1955 - Schorsch Knöpfle – Juli 1955 bis Juni 1958 - Béla Sárosi – Juli 1958 bis Oktober 1959 - Helmut Kronsbein – Oktober 1959 bis März 1962 - Bert Schütt – März 1962 bis Juni 1962 - Oswald Pfau – Juli 1962 bis Oktober 1965 - Willibert Weth – Oktober 1965 bis Juni 1966 - Hennes Hoffmann – Juli 1966 bis Januar 1967 - Michael Pfeiffer – Januar 1967 bis Juni 1969 - Georg Stollenwerk – Juli 1969 bis Dezember 1969 - Willibert Weth – Dezember 1969 bis Juni 1970 - Hermann Lindemann – Juli 1970 bis Dezember 1970 - Volker Kottmann/Bert Schütt – Dezember 1970 bis Juni 1971 - Gunther Baumann – Juli 1971 bis März 1972 - Bert Schütt – März 1972 bis Juni 1972 - Barthel Thomas – Juli 1972 bis Juni 1973 - Michael Pfeiffer – Juli 1973 bis September 1974 - Gerhard Prokop – September 1974 bis November 1974 - Horst Witzler – November 1974 bis Januar 1976 - Gerhard Prokop – Januar 1976 bis Mai 1978 - Willi Haag – Mai 1978 bis Juni 1978 - Erhard Ahmann – September 1978 bis August 1981 - Ernst-Günter Habig – August 1981 bis Dezember 1981 - Josef Martinelli – Dezember 1981 als Interimstrainer - Horst Buhtz – Dezember 1981 bis November 1982 - Slobodan Cendic – November 1982 bis April 1983 - Erhard Ahmann – April 1983 bis Februar 1984 - Rolf Grünther – Februar 1984 bis Juni 1984 - Werner Fuchs – Juli 1984 bis Juni 1987 - Diethelm Ferner – Juli 1987 bis Dezember 1987 - Peter Neururer – Dezember 1987 bis April 1989 - Rolf Grünther – April 1989 bis September 1989 - Mustafa Denizli – September 1989 bis März 1990 - Eckhard Krautzun – März 1990 bis Juni 1990 | - Norbert Wagner – Juli 1990 bis März 1991 - Michael Schleiden – März 1991 - Wilfried Hannes – März 1991 bis August 1994 - Helmut Graf – August 1994 bis September 1994 - Gerd vom Bruch – September 1994 bis August 1996 - Werner Fuchs – August 1996 bis Mai 1999 - André Winkhold – Mai 1999 bis Juni 1999 als Interimstrainer - Eugen Hach – Juli 1999 bis Oktober 2001 - Jörg Berger – Oktober 2001 bis Mai 2004 - Dieter Hecking – Juni 2004 bis September 2006 - Michael Frontzeck – September 2006 bis Mai 2007 - Guido Buchwald – Juni 2007 bis November 2007 - Jörg Schmadtke – November und Dezember 2007 als Interimstrainer - Jürgen Seeberger – Januar 2008 bis September 2009 - Willi Kronhardt – September 2009 als Interimstrainer - Michael Krüger – September 2009 bis Mai 2010 - Peter Hyballa – 2010 bis 13. September 2011 - Ralf Aussem – 13. September 2011 bis 19. September 2011 als Interimstrainer - Friedhelm Funkel – 19. September 2011 bis April 2012 - Ralf Aussem – 1. April 2012 bis 3. September 2012 - Peter Schubert – 3. September 2012 bis 10. September 2012 als Interimstrainer - René van Eck – 10. September 2012 bis 30. Juni 2013 - Peter Schubert – 3. Juni 2013 bis Juni 2015 - Christian Benbennek – 20. Juni 2015 bis 5. Dezember 2015 - Sven Schaffrath und Aïmen Demai vom 5. Dezember 2015 bis 31. Dezember 2015 als Interimstrainer - Fuat Kılıç 31. Dezember 2015 bis 30. Juni 2020 (längste Amtszeit) - Stefan Vollmershausen 1. Juli 2020 bis 9. Februar 2021 - Kristoffer Andersen 9. Februar 2021 bis 30. Juni 2021 - Patrick Helmes 1. Juli 2021 bis 26. Oktober 2021 - Uwe Grauer 26. Oktober 2021 bis 30. Oktober 2021 als Interimstrainer - Fuat Kılıç 30. Oktober 2021 bis 12. Oktober 2022 - Helge Hohl 12. Oktober 2022 bis 19. August 2023 - Reiner Plaßhenrich 19. August 2023 bis 6. September 2023 als Interimstrainer - Heiner Backhaus 6. September 2023 bis 17. Juni 2025 - Benedetto Muzzicato seit 1. Juli 2025 |

### Aktueller Kader 2025/26
- Stand: 8. August 2025[34]

| Nr.        | Nat.                    | Spieler             | Geb.-Dat.     | bei Alemannia seit | letzter Verein             |
| Tor        | Tor                     | Tor                 | Tor           | Tor                | Tor                        |
| ---------- | ----------------------- | ------------------- | ------------- | ------------------ | -------------------------- |
| 01         | Deutschland             | Jan Olschowsky      | 18. Nov. 2001 | 2025               | Borussia Mönchengladbach   |
| 22         | Niederlande             | Tom Hendriks        | 14. Mai 2002  | 2025               | Helmond Sport              |
| 23         | Deutschland             | Elias Bördner       | 18. Feb. 2002 | 2024               | Viktoria Köln              |
| Abwehr     |                         |                     |               |                    |                            |
| 03         | Deutschland             | Matti Wagner        | 7. Juni 2005  | 2025               | Rot-Weiss Essen            |
| 04         | Deutschland             | Felix Meyer         | 19. Juli 2002 | 2024               | BFC Dynamo                 |
| 05         | Bosnien und Herzegowina | Saša Strujić        | 8. Dez. 1991  | 2023               | TSV Steinbach Haiger       |
| 06         | Deutschland             | Jeremias Lorch      | 2. Dez. 1995  | 2025               | SV Sandhausen              |
| 15         | Deutschland             | Mika Hanraths       | 4. Juni 1999  | 2023               | 1. FC Bocholt              |
| 19         | Deutschland             | Florian Heister     | 2. März 1997  | 2024               | Viktoria Köln              |
| 25         | Deutschland             | Lamar Yarbrough     | 7. Apr. 1996  | 2024               | SSV Ulm 1846               |
| 30         | Deutschland             | Nils Winter         | 13. Dez. 1993 | 2023               | Rot-Weiß Oberhausen        |
| 37         | Angola                  | Joel da Silva Kiala | 21. Jan. 2004 | 2025               | Eintracht Frankfurt II     |
| Mittelfeld |                         |                     |               |                    |                            |
| 08         | Deutschland             | Bentley Baxter Bahn | 28. Aug. 1992 | 2024               | SV Waldhof Mannheim        |
| 10         | Deutschland             | Gianluca Gaudino    | 11. Nov. 1996 | 2024               | SV Stripfing               |
| 28         | Deutschland             | Danilo Wiebe        | 22. März 1994 | 2025               | Eintracht Braunschweig     |
| 36         | Kosovo                  | Faton Ademi         | 19. Mai 2006  | 2022               | SV 1914 Eilendorf [Jugend] |
| 49         | Deutschland             | Mika PobricU19      | 10. Juni 2007 | 2016               |                            |
| Angriff    |                         |                     |               |                    |                            |
| 07         | Deutschland             | Lukas Scepanik      | 11. Apr. 1994 | 2023               | 1. FC Kaan-Marienborn      |
| 09         | Kosovo                  | Valmir Sulejmani    | 1. Feb. 1996  | 2025               | Hannover 96 II             |
| 11         | Deutschland             | Kevin Goden         | 22. Feb. 1999 | 2024               | SV Waldhof Mannheim        |
| 14         | Deutschland             | Emmanuel Elekwa     | 11. Juni 2005 | 2025               | FC Viktoria 1889 Berlin    |
| 17         | Deutschland             | Fabio Torsiello     | 2. Feb. 2005  | 2025               | SpVgg Unterhaching         |
| 18         | Ghana                   | Kwasi Okyere Wriedt | 10. Juli 1994 | 2025               | Şanlıurfaspor              |
| 20         | Deutschland             | Marc Richter        | 25. Nov. 2001 | 2025               | 1. FSV Mainz 05 II         |

### Transfers der Saison 2025/26
| Zugänge             | Zugänge                      | Zugänge             |
| Name                | abgebender Verein            | Transfer- periode   |
| ------------------- | ---------------------------- | ------------------- |
| Tom Hendriks        | Helmond Sport                | Sommerpause 2025    |
| Jeremias Lorch      | SV Sandhausen                | Sommerpause 2025    |
| Marc Richter        | 1. FSV Mainz 05 II           | Sommerpause 2025    |
| Joel da Silva Kiala | Eintracht Frankfurt II       | Sommerpause 2025    |
| Valmir Sulejmani    | Hannover 96 II               | Sommerpause 2025    |
| Fabio Torsiello     | SV Darmstadt 98 (Leihe)      | Sommerpause 2025    |
| Matti Wagner        | SpVgg Greuther Fürth (Leihe) | Sommerpause 2025    |
| Kwasi Okyere Wriedt | Şanlıurfaspor                | Sommerpause 2025    |
| Emmanuel Elekwa     | FC Viktoria 1889 Berlin      | nach Saison- beginn |

| Abgänge            | Abgänge                      | Abgänge           |
| Name               | aufnehmender Verein          | Transfer- periode |
| ------------------ | ---------------------------- | ----------------- |
| Daouda Beleme      | Hamburger SV II (Leihende)   | Sommerpause 2025  |
| Charlison Benschop | Fortuna Düsseldorf II        | Sommerpause 2025  |
| Soufiane El-Faouzi | FC Schalke 04                | Sommerpause 2025  |
| Ismail Harnafi *   | FSV Frankfurt                | Sommerpause 2025  |
| Anton Heinz        | FC Bayern München II         | Sommerpause 2025  |
| Marcel Johnen      | Borussia Dortmund II         | Sommerpause 2025  |
| Patrick Nkoa       | Vertragsende; Ziel unbekannt | Sommerpause 2025  |
| Leandro Putaro     | BFC Dynamo                   | Sommerpause 2025  |
| Leon Rashica       | FC Cosmos Koblenz            | Sommerpause 2025  |
| Jan-Luca Rumpf     | Vertragsende; Ziel unbekannt | Sommerpause 2025  |
| Julian Schwermann  | SV Rödinghausen              | Sommerpause 2025  |

### Aktueller Trainer- und Betreuerstab
- Stand: 1. Juli 2025

| Nat.               | Name                | Funktion                        |
| ------------------ | ------------------- | ------------------------------- |
| Deutschland        | Benedetto Muzzicato | Trainer                         |
| Deutschland        | Ilyas Trenz         | Co-Trainer                      |
| Deutschland        | Kaan Gökcesin       | Videoanalytiker (interimsweise) |
| Kroatien           | Ivica Ljubicic      | Torwarttrainer                  |
| Vereinigte Staaten | Mele Mosqueda       | Athletiktrainer                 |

## Spielstätten

### Radrennbahn im Zoologischen Garten
Die erste Spielstätte von 1901 bis 1904 war im Innenraum der Radrennbahn Zoologische Garten Aachen im heutigen Westpark.

### Waldspielplatz im Aachener Stadtwald
Von 1904 bis 1907 spielte man auf dem Waldspielplatz im Aachener Stadtwald. Auf diesem Gelände befindet sich seit 1927 das Aachener Waldstadion.

### Sportplatz Siegel
Im Jahr 1907 nutzte man den Sportplatz Siegel, wo heute noch der Burtscheider Turnverein beheimatet ist.

### Sportplatz Tivoli
Ab März 1908 vermietete die Stadt Aachen der Alemannia das Gelände des alten Landgutes Tivoli am früheren Sandkaulsteinweg 205, der heutigen Krefelder Straße (B57), und baute den Sportplatz Tivoli unter großem Aufwand in Eigenarbeit aus. Dieses Gelände wurde später durch den Postsportverein 1925 Aachen bis zum Bau des neuen Tivoli im Februar 2008 genutzt.

### Tivoli

Eintrittskarte des Tivoli aus der Pokal-Saison 1997/98

Neben dem Sportplatz Tivoli wurde 1925 ein weiteres Gelände zur Verfügung gestellt und mit dem Bau des Stadions begonnen. Dessen feierliche Einweihung wurde am 3. Juni 1928 abgehalten. Die damalige Kapazität betrug 11 000 Zuschauer. Diese Zuschauerzahl wurde zum ersten Mal 1938 bei einem Rheinbezirkspiel gegen Beuel erreicht. In den Jahren von 1931 bis 1938 spielte die Alemannia aus Kapazitätsgründen auch öfter im Aachener Waldstadion, da dieser Platz mit zu jener Zeit fast 15.000 Stehplätzen mehr Zuschauer fassen konnte als der damalige Tivoli.
1953 wurde aufgrund der während der Nachkriegszeit stetig wachsenden Ansprüche in der Oberliga West, zu der die Alemannia von Beginn an gehörte, ein Ausbau notwendig. Die Realisierung geschah in Form einer neuen Stehplatztribüne, dem Würselener Wall. In dieser Zeit wurden auch der Spielertunnel und die Fahrzeugeinfahrt fertiggestellt. 1957 erhielt die Sitzplatz-Tribüne eine Überdachung. Sie bestand aus einem Wellasbest-Betondach und hatte – zu der Zeit einmalig in Deutschland – eine Seitenverglasung aus Sekuritglas. Noch im gleichen Jahr wurde die damals lichtstärkste Flutlichtanlage Deutschlands fertig (240.000-Watt-Anlage mit 170 Lux). Zur Einweihung am 28. August 1957 begrüßten 32.000 Zuschauer die Mannschaft von Espanyol Barcelona.
1968 wurde das Stadion an die Stadt Aachen verkauft, da der Verein das Geld benötigte, um die Bundesligazugehörigkeit zu sichern. Der Tivoli wurde in den folgenden Jahren weiter modernisiert. So wurden im Februar 1980 die Überdachung der Stehplatzgeraden fertig.
Im April 1999 wurde ein eigens für den JuniorClub abgegrenzter Stehplatzblock eingerichtet. Dort hatten nur die Mitglieder des JuniorClubs zu besonders günstigen Preisen Zutritt. Im Sommer des gleichen Jahres bekam der Tivoli im Zuge des Aufstiegs in die 2. Liga eine komplett neue Rasendecke. Zusätzlich wurde eine Rasenheizung in Betrieb genommen, deren Steuerung mit einem Mikroprozessorsystem realisiert wurde. Damit wurde seitdem auch die gesamte Fernwärme, die Heizung des Gebäudes, die Warmwasserbereitung sowie die Lüftung der Duschen reguliert. Außerdem wurde die Beleuchtungsstärke der Flutlichtanlage fernsehgerecht erhöht. Im Januar 2000 erhielt die Sitzplatztribüne eine neue Bestückung mit Sitzschalen, die alten Holzbänke hatten ausgedient.
Wegen der nicht erreichten Sitzplatz-Kapazität, die in europäischen Wettbewerben zwingend von der UEFA vorgeschrieben ist, musste für die drei Heimspiele im UEFA-Pokal 2004/05 das Kölner Rheinenergiestadion angemietet werden. Die Alemannia hätte lieber im grenznahen Parkstad Limburg Stadion des befreundeten niederländischen Klubs Roda JC Kerkrade gespielt. Dies wurde jedoch nicht genehmigt.

### Neuer Tivoli
Da das langjährige Stadion der Alemannia nicht mehr modernen bau- und sicherheitsrechtlichen Vorschriften entsprach und angesichts des Aufstiegs in die 1. Bundesliga nach der Saison 2005/06 eine größere Zuschauer-Kapazität in Angriff genommen werden sollte, entschied sich der Verein zu einem kompletten Neubau. Das Projekt war und ist vor allem unter langjährigen Fans der Alemannia sowie den Bürgern der Stadt Aachen umstritten. Da ein Aus- oder Umbau des „alten“ Tivolis aus rechtlichen Gründen nicht in Betracht kam, fanden sich die Fangemeinschaften schließlich, auch dank der unmittelbaren Nähe des neuen Baugrundes an traditionsreicher Stätte, mit dem Neubau ab. Ihre konstruktive Kritik hatten die Interessenvertreter der Fans aber nicht aufgegeben, sondern verstanden sich nun als zum Entscheidungsprozess über das neue Stadion zugehörig. Im Rahmen dieser Aufgabe übergab die Alemannia Fan-IG ein Positionspapier mit Fanwünschen an die mit dem Stadionbau betraute Alemannia Aachen GmbH.
Am 11. Mai 2006 wurden die Pläne für den Bau eines neuen Stadions veröffentlicht; im Rahmen der öffentlichen Auftragsvergabe wurden schließlich am 8. Februar 2007 die Wettbewerbsunterlagen an die interessierten Unternehmen übersendet. Das Projekt umfasste neben dem Stadion auch einen Verwaltungsbau und ein geplantes Parkhaus. Über diese funktionalen Bedingungen hinaus erteilte die Alemannia aber keine Rahmenvorgaben für die Planung der Bewerber, insbesondere die architektonische Konzeption des Stadions (offen oder geschlossen, ein- oder zweirangig) wurde bewusst offen gelassen.
Die Finanzierung der überschlägig 50 Millionen Euro Baukosten trug einerseits die Alemannia mit Unterstützung des Landes Nordrhein-Westfalen und andererseits die Stadt Aachen. Außerdem wurde eine verzinste Stadion-Anleihe für den Erwerb durch Fans ausgegeben. Der Vertrag zum Neubau des Stadions wurde am 17. September 2007 zusammen mit dem Bauunternehmer der Hellmich-Gruppe unterzeichnet. Nach zwei Jahren Bauzeit wurde das Stadion am 12. August mit einem Freundschaftsspiel (2:2) gegen den belgischen Zweitligisten Lierse SK eröffnet. Das erste Pflichtspiel der Spielzeit 2009/10 fand am 17. August 2009 gegen den FC St. Pauli statt. Die Partie endete mit 0:5 und stellt damit Aachens höchste Heimniederlage der Zweitliga-Geschichte dar. Das erste Pflichtspieltor erzielte dabei kurioserweise der ehemalige Aachener Marius Ebbers. Zudem wurde die Partie durch einen Unglücksfall auf der Gästetribüne überschattet.
Infolge der rapiden sportlichen Talfahrt konnten die Kosten des Stadions immer weniger durch den laufenden Spielbetrieb gedeckt werden. Um wenigstens die Kosten des laufenden Betriebs einzusparen, wurde während des Insolvenzverfahrens deshalb sogar erwogen, für die Saison 2013/14 ins Karl-Knipprath-Stadion des SC Jülich umzuziehen. Schließlich konnten sich Verein und Stadt jedoch über eine weitere Nutzung des Tivoli verständigen.
Am 28. Januar 2015 verkaufte die Alemannia das Stadion für den symbolischen Preis von einem Euro an die Stadt Aachen.
Am 22. Juni 2018 wurde das neue Stadionbier, das Kaiserstädter vorgestellt. Da sich die Alemannia mit der Bitburger Braugruppe über eine Vertragsverlängerung nicht einigen konnte, hat man sich mit der Privatbrauerei Bolten zusammen getan um ein eigenes Bier zu vertreiben. Das Kaiserstädter bekommt man nicht nur auf dem Tivoli, sondern auch in der Stadiongaststätte Klömpchensklub, Online sowie in verschiedenen Gaststätten und Geschäften in der Städteregion Aachen.

## Zweite Mannschaft
| Saison  | Liga                   | Spielklasse | Platz (von) | Tore   | Punkte |
| ------- | ---------------------- | ----------- | ----------- | ------ | ------ |
| 2000/01 | Mittelrheinliga        | V           | 02. (15)    | 86:29  | 56     |
| 2001/02 | Oberliga Nordrhein     | IV          | 08. (18)    | 57:68  | 48     |
| 2002/03 | Oberliga Nordrhein     | IV          | 16. (18)    | 43:68  | 29     |
| 2003/04 | Mittelrheinliga        | V           | 01. (16)    | 77:30  | 68     |
| 2004/05 | Oberliga Nordrhein     | IV          | 07. (18)    | 46:43  | 45     |
| 2005/06 | Oberliga Nordrhein     | IV          | 07. (18)    | 55:47  | 47     |
| 2006/07 | Oberliga Nordrhein     | IV          | 02. (18)    | 56:39  | 61     |
| 2007/08 | Oberliga Nordrhein     | IV          | 09. (18)    | 45:46  | 48     |
| 2008/09 | NRW-Liga               | V           | 03. (19)    | 68:42  | 68     |
| 2009/10 | NRW-Liga               | V           | 06. (19)    | 54:48  | 52     |
| 2010/11 | NRW-Liga               | V           | 04. (18)    | 58:37  | 52     |
| 2011/12 | NRW-Liga               | V           | 06. (18)    | 62:46  | 58     |
| 2012/13 | Mittelrheinliga        | V           | 09. (16)    | 48:37  | 43     |
| 2013/14 | Mittelrheinliga        | V           | 04. (16)    | 59:39  | 50     |
| 2014/15 | Mittelrheinliga        | V           | 07. (16)    | 49:53  | 46     |
| 2015/16 | Mittelrheinliga        | V           | 14. (16)    | 36:50  | 28     |
| 2016/17 | Landesliga Mittelrhein | VI          | 15. (16)    | 51:83  | 23     |
| 2022/23 | Kreisliga D Staffel 1  | XI          | 01. (15)    | 94:24  | 66     |
| 2023/24 | Kreisliga C            | X           | 03. (15)    | 85:45  | 56     |
| 2024/25 | Kreisliga C            | X           | 1. (15)     | 124:17 | 66     |

### Geschichte
1953, damals noch in der untersten Liga, der 3. Kreisklasse Aachen spielend, gelang es der Mannschaft, in den nächsten sieben Jahren fünfmal aufzusteigen, bis man im Sommer 1960 den Sprung in die höchstmögliche Liga, die drittklassige Verbandsliga Mittelrhein schaffte.
Dort hielt man sich aber nur ein Jahr und man stieg wieder in die Landesliga ab. Nach drei Jahren, 1964, kehrte man allerdings wieder in die Verbandsliga zurück, in der man sich weitere drei Jahre bis 1967 hielt. Von 1967 bis 1978 spielte man in der Landesliga, bis im Sommer 1978 die Rückkehr in die nur noch viertklassige Verbandsliga gelang. Nach einem Jahr stieg man wieder ab, aber es gelang wiederum der direkte Wiederaufstieg. Von 1980 bis 1989 spielte man ununterbrochen in der Verbandsliga, bis man im Sommer 1989 überraschend in die drittklassige Oberliga Nordrhein aufstieg.
Die Oberliga, in der man auf Traditionsvereine wie den Wuppertaler SV, Schwarz-Weiß Essen oder Union Solingen traf, erwies sich allerdings als eine Nummer zu groß. Mit einer Tordifferenz von 60:86 Toren stieg man als Drittletzter sofort wieder in die Verbandsliga ab.
Die kommenden zehn Jahre bis zur Jahrtausendwende verliefen ähnlich wie bei der ersten Mannschaft ziemlich mager. Zwei Jahre nach dem Oberligaabstieg stieg man 1992 in die Landesliga ab, aus der man nach zwei Jahren 1994 zurück in die dann nur noch fünftklassige Verbandsliga aufstieg, allerdings stieg man direkt wieder in die Landesliga ab. 1996 gelang für zwei Saisons die Rückkehr in die Verbandsliga, als man 1998 wieder den Gang in die Landesliga antreten musste. Dann folgte gleichzeitig mit der Profimannschaft ein großer Aufschwung.
Im Sommer 2000 stieg man wieder in die Verbandsliga auf, aus der überraschend der Durchmarsch in die Oberliga gelang. Anders als im ersten Gastspiel 1989 konnte man nun auch in der Oberliga mithalten, man wurde als Aufsteiger auf Anhieb Achterl, ohne in Abstiegsgefahr geraten zu sein. Im zweiten Jahr nach dem Aufstieg stieg die Mannschaft im Sommer 2003 wieder in die Verbandsliga ab. Dort schaffte man aber den direkten Wiederaufstieg. Seitdem hat sich die U-23 in der Oberliga etabliert.
Den größten Erfolg erreichte man in der Saison 2006/07, als man hinter Rot-Weiß Oberhausen auf dem 2. Platz landete und den Aufstieg in die drittklassige Regionalliga Nord nur knapp verpasste. Die darauffolgende Saison lief allerdings durchwachsen und man verpasste die Qualifikation für die viertklassige Regionalliga West nach einer schlechten Hinrunde mit Rang 9 deutlich. Somit qualifizierte man sich für die NRW-Liga, der man bis zur letzten Saison 2011/12 angehörte. Zur Ligenreform im Sommer 2012 belegte die Mannschaft den Relegationsplatz zur Regionalliga, dort durfte sie aufgrund des Zweitligaabstieges der Profimannschaft aber nicht teilnehmen, und trat ab Sommer 2012 in der Oberliga Mittelrhein, die die NRW-Liga ersetzte, an. Vor der Saison 2014/15 änderte man das bisherige U-23 Konzept der Mannschaft zu einer U-21 Altersgrenze, um den Übergang zwischen Junioren- und Seniorenbereich kleiner zu gestalten. In der Saison 2015/16 belegte man nur den 14. Tabellenplatz und muss daher nach 16 Jahren wieder in die Landesliga absteigen. Auch in der Saison 2016/17 setzte sich der Niedergang fort; man belegte zum Ende der Spielzeit den 15. Platz, somit den vorletzten Platz in der Liga.
Nach Ablauf der Saison 2016/17 wurde die 2. Mannschaft vom Spielbetrieb abgemeldet.
Weitere große Erfolge waren der Gewinn des Mittelrheinpokals 2002 und 2006, wodurch man sich für den DFB-Pokal qualifizierte. In beiden Fällen schied man allerdings bereits jeweils in der 1. Runde gegen den TSV 1860 München (0:7) und den VfB Stuttgart (0:4) aus. Beide Spiele wurden auf dem Tivoli ausgetragen.
Zur Spielzeit 2022/2023 wird die Reservemannschaft, 5 Jahre nach ihrem Rückzug den Spielbetrieb wieder aufnehmen. Das Team wird in der Kreisliga D starten. In der ersten Saison erlangte man den Sieg der Meisterschaft und damit den direkten Aufstieg aus der Kreisliga D in die Kreisliga C.

### Erfolge
- Vizemeister Oberliga Nordrhein (1×): 2007
- Aufstieg in die Oberliga Nordrhein (3×): 1989, 2001, 2004
- Mittelrhein-Meister (2×): 1989, 2004
- Meister der Landesliga Mittelrhein (Staffel 2) (5×): 1960, 1964, 1980, 1994, 2000
- Mittelrhein-Pokalsieger & Qualifikation für den DFB-Pokal (2×): 2002 (2:0 gegen FC Wegberg-Beeck), 2006 (2:1 gegen Bayer Leverkusen II)

### Spielorte

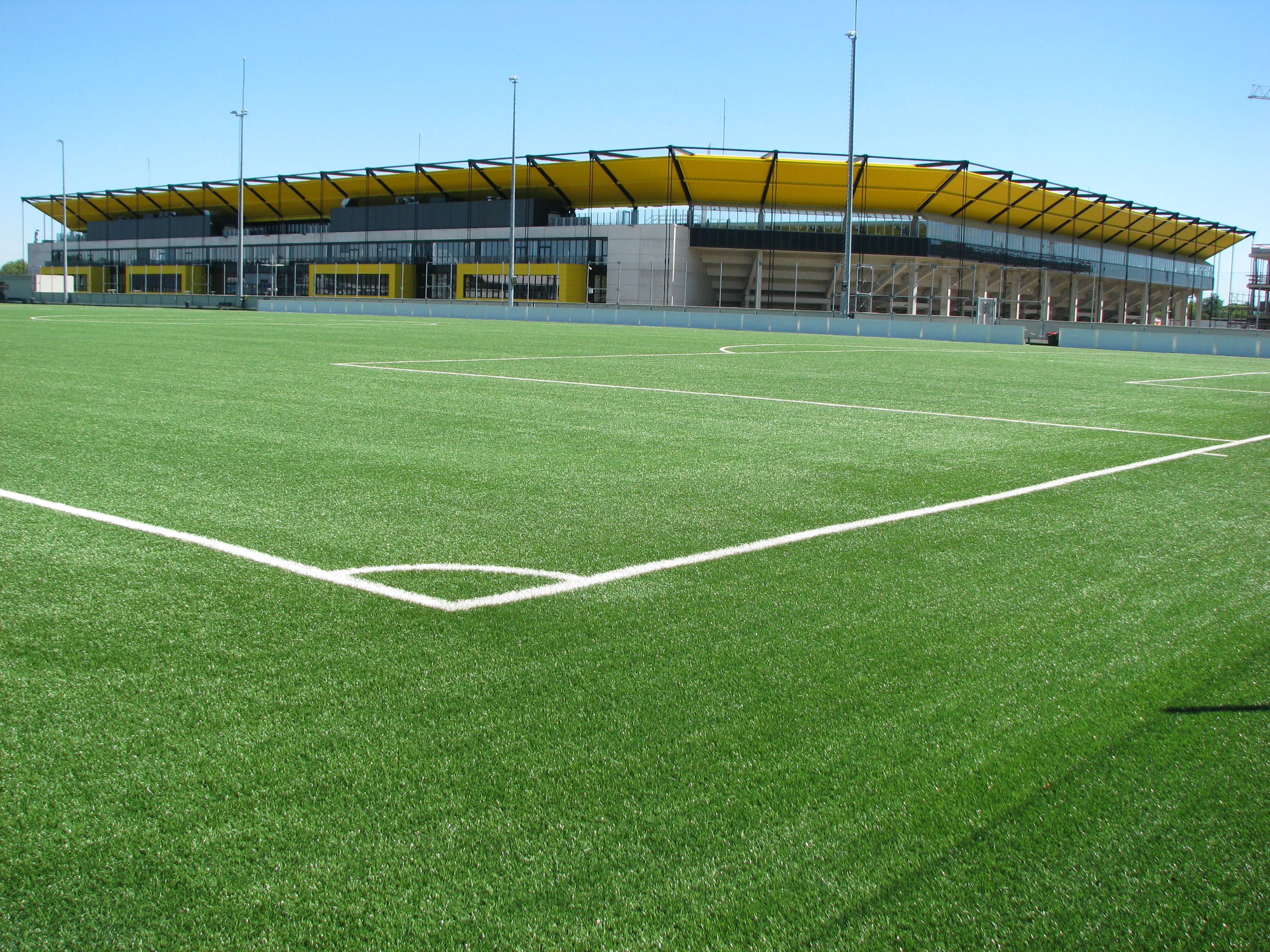
Kunstrasenplatz „Alkmaar“

- Aschenplatz am Tivoli (bis 1970): Bis zum Frühjahr 1970 spielten die Amateure auf einem Aschenplatz, der auf dem Vorplatz des alten Tivoli gelegen hatte. Die Zuschauer konnten auf den Aufgängen zur damals noch unüberdachten Gegentribüne (Aachner und Münchener Tribüne) des Tivoli die Spiele verfolgen, auch die Profis bereiteten sich dort auf die anstehenden Heimspiele vor.
- Reinhold-Münzenberg-Kampfbahn (1970 bis 2008): Da der Aschenplatz aufgrund von Modernisierungen der Infrastruktur rund um den Tivoli (Stadion-Vorplatz, weitere Trainingsanlagen) weichen musste, zog die Reservemannschaft auf den neuen Nebenplatz unweit des Tivoli, der nach dem bekannten Alemannia-Spieler Reinhold Münzenberg benannt wurde, um. Auch dort wurde bis Ende der 90er auf Asche gespielt, bis dieser gegen einen modernen Kunstrasen ausgetauscht wurde. Die Kapazität betrug etwa 2.000 Zuschauer. Je nach Platzbelegung wich die Reserveelf gelegentlich auf einen anderen Nebenplatz (Sparkassenstadion) direkt hinter dem Würselner Wall des Tivoli aus. Die Münzenberg-Kampfbahn war bis Ende der Saison 2007/08 Spielstätte der zweiten Mannschaft, bis sie wegen des Neubaus des neuen Tivoli abgerissen werden musste.
- alter Tivoli (2008 bis 2011): Nach dem Abriss der Münzenberg-Kampfbahn war die ehemalige Spielstätte der ersten Mannschaft Spielort für die Reserve. Die Kapazität betrug 21.300 Zuschauer, allerdings waren zu den Heimspielen nur noch Haupt- und Gegentribüne geöffnet. Nach der Saison 2010/11 wurde das Stadion abgerissen.
- neuer Tivoli (2011/12): Der Bau des neuen Amateurstadions, das nach dem ehemaligen Alemannia-Trainer Werner Fuchs benannt werden soll, ist derzeit auf Eis gelegt. Aus diesem Grund trug die Mannschaft ihre Spiele im neuen Tivoli aus.
- Kunstrasenplatz „Alkmaar“ (seit 2012): Nach der verpassten Qualifikation für die neue Regionalliga spielt die Mannschaft nun auf dem Kunstrasenplatz „Alkmaar“, der sich auf dem Parkhausdach neben dem Tivoli befindet, dieser Platz wurde im Juli 2011 eingeweiht. Die Kapazität beträgt etwa 500 Zuschauer auf einer ebenerdigen Längsseite, es ist kein Ausbau vorhanden.

## Frauenfußball
Zum 1. Juli 2009 trat die Abteilung Frauen- und Mädchenfußball des FC Teutonia Weiden aus Broichweiden dem TSV Alemannia Aachen bei. In der Spielzeit 2009/10 wurden zwei Frauen- und drei Mädchenmannschaften im Spielbetrieb gehalten. Die seit der Spielzeit 2010/11 von Manuel Ortiz-Gonzalez trainierte erste Frauenmannschaft spielt in der drittklassigen Regionalliga West. Die Fußballerinnen der Alemannia gewannen 2010 den FVM-Pokal und qualifizierten sich damit für den DFB-Pokal 2010/11. Die Saison 2011/12 wurde mit dem 3. Platz abgeschlossen. In der Saison 2013/14 wurde die Mannschaft Regionalligameister und qualifizierte sich erstmals für die 2. Bundesliga. Spielort war das Leo-Vermeeren-Stadion am Hasselholzer Weg. Nach dem Aufstieg in die 2. Bundesliga nutzt die Alemannia das Stadion West, die Heimstätte des Vereins Westwacht Aachen.

## Weitere Abteilungen

### Badminton
Die Badmintonabteilung wurde zum 1. Juli 2009 aufgelöst, die erste Seniorenmannschaft spielte zu diesem Zeitpunkt in der Verbandsliga. Nahezu sämtliche Mitglieder und Mannschaften wurden in den neu gegründeten „Badminton Verein Aachen 2009“ überführt.

### Tischtennis
Bis Ende der 1960er Jahre war auch die Tischtennis-Abteilung von Alemannia Aachen sehr erfolgreich. Die erste Herren-Mannschaft spielte bis 1968 in der Oberliga West, die bis zur Gründung der Tischtennis-Bundesliga die höchste Spielklasse darstellte. Die Damen spielten 1960/61, 1967/68 und dann noch einmal 1973/74 in der Oberliga. Aktuell gibt es zwar keine Damenmannschaft mehr im Verein, ist aber wieder im Aufbau. Die beste der drei Herrenmannschaften spielt in der 1. Kreisklasse und die Schüler spielen in der Kreis- und Bezirksliga.

### Volleyball
Die Volleyballer gründeten ihre Abteilung 1960 und waren eine der erfolgreichsten Abteilungen des Vereins. 1961 wurde die deutsche Meisterschaft der Männer errungen. Im Jahr 2013 wechselte die komplette Volleyballabteilung zum PTSV Aachen.
Die erste Frauenmannschaft spielte von 2008 bis 2013 in der deutschen Bundesliga, in der sie nach ihrem Wechsel zum PTSV als Ladies in Black Aachen weiterhin vertreten sind. Die zweite Frauenmannschaft spielte nach ihrem Abstieg aus der Regionalliga in der Saison 2008/09 in der Oberliga und stieg zur Saison 2009/10 wieder in die damals dritthöchste Spielklasse auf und hielt seitdem die Klasse. Die dritte und vierte Mannschaft spielten 2009/10 gemeinsam in der Verbandsliga, wobei die dritte Mannschaft in die Oberliga aufstieg und sich dort in der Folgesaison behauptete und die vierte Mannschaft in die Landesliga abstieg, jedoch bereits 2011 wieder in die Verbandsliga aufstieg.
Die Männer waren mit der ersten Mannschaft seit der Spielzeit 2009/10 in der Regionalliga vertreten und qualifizierten sich 2012 für die neu geschaffene 3. Liga West. Dagegen war die zweite Männermannschaft als Gemeinschaftsprojekt SG Aachen-Düren in der Regionalliga vertreten.
Die Ü37-Seniorinnen der Alemannia wurden 2009 Westdeutscher Meister und Deutscher Vizemeister, 2010 Westdeutscher Vizemeister und Deutscher Meister und 2011 wieder Westdeutscher Meister und Deutscher Vizemeister.

### Handball
Die Handballabteilung des TSV bestand zunächst von 1923 bis 1998 und besteht wieder neu seit dem 3. November 2009. Bis zum Ende der 1970er Jahre gehörten die Aachener zu den besten Handballmannschaften in Nordrhein-Westfalen. 1940 nahm der Verein als Gaumeister Mittelrheins an der Deutschen Feldhandball-Meisterschaft teil und schied nach einer 7:10-Niederlage gegen den SV Waldhof Mannheim in der Zwischenrunde aus. 1967 und 1968 nahm die Alemannia jeweils als Mittelrheinmeister an der Westdeutschen Meisterschaft teil, die damals gleichzeitig als Aufstiegsrunde zur Bundesliga diente. Der zweitklassigen (und zweigeteilten) Regionalliga West gehörte der Verein dann von 1969 bis 1981 durchgehend an. In dieser Zeit nahmen die Aachener vier Mal an den Finalspielen der Regionalliga West teil, davon zwei Mal als Staffelmeister der Südstaffel. Mit sechs Teilnahmen – bei denen allerdings der Aufstieg jedes Mal deutlich verfehlt wurde – ist Alemannia Aachen der Verein, der am häufigsten an Aufstiegsrunden zur Handball-Bundesliga teilgenommen hat ohne jemals in der Eliteliga gespielt zu haben. Nach dem Absinken der Regionalliga zur dritthöchsten Spielklasse durch die Einführung der 2. Handball-Bundesliga mit der Saison 1981/82 stieg die Alemannia direkt in der ersten Saison ohne einen einzigen Pluspunkt auf dem Konto und mit einem Torverhältnis von 309:585 Treffern aus 22 Spielen ab. 1982/83 folgte mit 4-40 Punkten sofort der weitere Abstieg aus der Oberliga Mittelrhein, in die der Club hisher nicht mehr zurückzukehren vermochte. Die Damenmannschaft spielte von 1985 bis 1994 in der drittklassigen Regionalliga.
Derzeit gibt es drei Herrenmannschaften, eine Damenmannschaft im Aufbau sowie eine F-Jugend bzw. Mini-Gruppe (Jahrgänge 2006–2010).

### Basketball
Von 1952 bis 1965 unterhielt der Verein auch eine Basketballabteilung. Die Männermannschaft wurde 1963 und 1964 Deutscher Meister und gewann außerdem 1960 den nationalen Pokal.

### Leichtathletik
Die Leichtathletikabteilung des Vereins hat mehrfach Spitzensportler hervorgebracht. Rita Jahn war 1968 und 1969 Deutsche Meisterin über 200 Meter, mit der deutschen Sprintstaffel stand sie im Endlauf bei den Olympischen Spielen 1968 und gewann Silber bei den Europameisterschaften 1969. Im Jahr 1997 gewann Jens Dautzenberg den 400-Meter-Lauf bei den deutschen Meisterschaften und erreichte bei den Europameisterschaften 1998 mit der deutschen 4-mal-400-Meter-Staffel das Finale. Bekanntester Alterklassensportler ist der Sportgeher Peter Schumm, der zahlreiche Deutsche, Europameister- und Weltmeistertitel gewonnen hat.
Weitere herausragende Leichtathletinnen und Leichtathleten der Alemannia Aachen waren oder sind die Läufer Heinz Schellenberg, Karl Hamacher und der Geher Malte Strunk, sowie die Läuferin Martina Krott und die später im DLC Aachen erfolgreiche Triathletin Kristina Ziemons, die als Läuferin bei der Alemannia ihre ersten Erfolge gefeiert hatte.
Seit 2015 starteten die Leichtathleten der Alemannia zusammen mit dem TV Roetgen und der Aachener TG als Startgemeinschaft auxilia Aachen. Seit 2024 starten Alemannia Aachen und die Aachener TG gemeinsam als Leichtathletikgemeinschaft „LG Aachen“. Im Jahr 2025 kam der DLC Aachen hinzu.

### Futsal
Am 13. März 2014 wurde die Gründung einer Futsalabteilung beschlossen. Zur Saison 2014/15 nahm die Abteilung den Spielbetrieb in der Mittelrheinliga auf. Im Jahre 2016 stieg die Mannschaft als Mittelrheinmeister in die erstklassige Futsalliga West auf. Ebenfalls 2016 nimmt die Frauenmannschaft erstmals an der Futsalliga West der Frauen teil.

### E-Sport
Seit 2018 hat die Alemannia eine E-Sport-Abteilung.

### Tischfußball
Auf der Jahreshauptversammlung 2024 wurde die Gründung einer Tischfußball-Abteilung beschlossen. Die Abteilung beinhaltet circa 60 Mitglieder und ist mit 8 Mannschaften im Deutschen Tischfußballbund organisiert.

## Vereinslied
Zwei Lieder hatten seit 1900 den (inoffiziellen) Status als Vereinslied der Alemannia. Bereits um 1905 wurde ein Volkslied aus dem 19. Jahrhundert von den Mitgliedern auf die Alemannia umgedichtet und bei zahlreichen Vereinsversammlungen und Liederabenden zum besten gegeben. Nach dem Krieg geriet das alte „Was klinget und singet“ langsam in Vergessenheit. Anlässlich Karneval 1967 schrieben die 3 Atömchen das heute bekannte „Aber eins, aber eins“. Der ursprüngliche Text („Wir brauchten einen Seeler, einen Brülls, doch sie kauften alle Spieler bei Marl-Hüls“) wurde nach dem Aufstieg im Sommer 1967 in die heute noch bekannte Form geändert. Das Lied wird von den Fans im Stadion durch dreifaches Klatschen/Trommeln hinter bestimmten Versen begleitet.

### „Aber eins, aber eins…“ (Text und Musik: die 3 Atömchen)
1. Strophe
Spielt am Sonntag unser Fußballklub,
treffe sich der Fränz än ouch deä Jupp.
Met Fahne, Trommele, Tröete än Hipp-Hipp-hurra,
treckt alles dörch de Süesch noh Alemannia.
Doch das Spiel, wie kann es anders sein,
das gewinnt der andere Verein.
Und beim Apfiff säät et Fränzje an der Jupp:
„Dat is än blievv deä selve Klömpchensklub!“
Refrain:
Wir brauchen keinen Seeler, keinen Brülls,
denn wir kaufen alle Spieler bei Marl-Hüls,
und wenn wir auch verlieren, nur das eine bleibt besteh´n:
Alemannia Aachen wird nicht untergeh’n!
Aber eins, aber eins, das bleibt besteh’n:
Alemannia Aachen wird nicht untergeh’n!

2. Strophe
Wenn die Alemannia trainiert,
werden uns’re Nerven strapaziert.
Könt der Nievelstein dann langs et Tor jeflitzt,
röft der Prokop: „Futt, Du bess ene Selbsttorspezialist!“
En deä ärme Thelen, dat woor schad,
weät at widder uusjelaat.
Deä Michel könt sich vöör bau wie ene Hampelemann,
da fing das Publikum auch noch zu singen an:
Refrain: Wir brauchen keinen …

3. Strophe
Regenschauer über’m Tivoli
geben für den Sieg die Garantie.
Führt auch unser Gegner die Tabelle an,
feuern Dreißigtausend die Schwarzgelben an.
3:0 in Rückstand steht das Spiel,
aber das bedeutet gar nicht viel.
Denn ömmer wenn et reänt, jewenne seä jeddes Match,
denn Alemannia speält et beiste en der Pratsch!
Refrain: Wir brauchen keinen …

Aber eins, aber eins, das bleibt besteh’n:
Alemannia Aachen wird nicht untergeh’n!